# Carl Graf von Moltke
Carl Graf von Moltke (ur. 15 listopada 1798 w Kilonii, zm. 12 kwietnia 1866 w Lifland) – niemiecki prawnik i polityk w służbie duńskiej.

## Życiorys
Urodził się jako najstarsze dziecko Adama Gottloba Detleva von Moltke i jego pierwszej żony Charlotte Auguste Wibel von Wibelsheim. Do 1815 roku pobierał edukację domową w Kilonii. W 1817 roku rozpoczął studia prawnicze w Heidelbergu. W 1822 roku zdał egzamin prawniczy w Glückstadt, następnie rozpoczął pracę jako adwokat w Sądzie Najwyższym Herzogtum Lauenburg. Od 1830 roku pracował w sądzie okręgowym Holsztynu.

### Działalność polityczna
W 1848 roku został mianowany zarządcą Kancelarii Schleswig-Holstein-Lauenburg, został także powołany w skład Tajnej Rady Fryderyka VII. Od 13 lipca do 18 października 1851 roku był ministrem bez teki w rządzie Adama Wilhelma Moltke. 27 stycznia 1852 roku został powołany na urząd ministra Księstwa Szlezwiku. Pozostał nim do 12 grudnia 1854 roku. 11 lipca 1864 roku ponownie został ministrem bez teki w rządzie Christiana Albrechta Bluhme. 5 lipca 1865 roku zrezygnował z funkcji ministerialnych. Zmarł 12 kwietnia 1866 w majątku Assiden w Lifland.

## Życie prywatne
29 maja 1824 roku poślubił w Kilonii Anne Malwinę Simons. Para miała troje dzieci – Malvinę Elisabeth,  Adama Heinricha Carla i Friederikę Louisę Annę.

## Odznaczenia
- Krzyż Wielki Orderu Danebroga (1842)
- Order Słonia (1848)